# سرينو باندانكي
سرينو باندرانكي(من مواليد 5 أكتوبر 1987) مؤلف هندي وصانع أفلام قصيرة وكاتب سيناريو. اشتهر بإخراج الفيلم القصير بيكا بو وروايته الاولى X2 . بيكا بو مع دبي نوفل
تم اختيار فيلمه القصير التالي Peek-a-boo كمدخل رسمي في ركن الأفلام القصيرة في كان في 26 مارس 2014. ويضم تشيتانيا كريشنا في الدور الرئيسي. 